# Томми (Чад)
Томми (фр. Tommi) — деревня в Чаде, расположенная на территории региона Тибести. Входит в состав департамента Восточное Тибести. Население составляют представители субэтнической группы теда народа тубу.

## География
Деревня находится в северо-западной части Чада, в центральной части плоскогорья Тибести, на высоте 1276 метров над уровнем моря.
Томми расположен на расстоянии приблизительно 1077 километров к северо-северо-востоку (NNE) от столицы страны Нджамены. Ближайшие населённые пункты: Аузу, Узу, Адерке, Оре.

## Климат
Климат Томми характеризуется как аридный жаркий (BWh в классификации климатов Кёппена). Уровень атмосферных осадков, выпадающих в течение года крайне низок (среднегодовое количество — 13 мм). Средняя годовая температура воздуха составляет 21,1 °C. Средняя температура самого холодного месяца (января) составляет 11 °С, самого жаркого месяца (июня) — 28,3 °С..

## Транспорт
Ближайший аэропорт расположен в городе Бардаи.